# Christopher Lenz
Christopher Lenz (Berlín, 22 de septiembre de 1994) es un futbolista alemán que juega de defensa en el Fortuna Düsseldorf de la 2. Bundesliga.

## Estadísticas

### Clubes
Actualizado al último partido disputado el 2 de mayo de 2025.
| Club                                   | Div.          | Temporada     | Liga  | Liga  | Copas nacionales | Copas nacionales | Copas internacionales | Copas internacionales | Total | Total |
| Club                                   | Div.          | Temporada     | Part. | Goles | Part.            | Goles            | Part.                 | Goles                 | Part. | Goles |
| -------------------------------------- | ------------- | ------------- | ----- | ----- | ---------------- | ---------------- | --------------------- | --------------------- | ----- | ----- |
| Hertha Berlín II · Alemania            | 4.ª           | 2011-12       | 4     | 0     | ―                | ―                | ―                     | ―                     | 4     | 0     |
| Hertha Berlín II · Alemania            | Total club    | Total club    | 4     | 0     | 0                | 0                | 0                     | 0                     | 4     | 0     |
| Borussia Mönchengladbach II · Alemania | 4.ª           | 2012-13       | 18    | 0     | ―                | ―                | ―                     | ―                     | 18    | 0     |
| Borussia Mönchengladbach II · Alemania | 4.ª           | 2013-14       | 29    | 4     | ―                | ―                | ―                     | ―                     | 29    | 4     |
| Borussia Mönchengladbach II · Alemania | 4.ª           | 2014-15       | 33    | 3     | ―                | ―                | ―                     | ―                     | 33    | 3     |
| Borussia Mönchengladbach II · Alemania | 4.ª           | 2015-16       | 31    | 1     | ―                | ―                | ―                     | ―                     | 31    | 1     |
| Borussia Mönchengladbach II · Alemania | Total club    | Total club    | 111   | 8     | 0                | 0                | 0                     | 0                     | 111   | 8     |
| F. C. Unión Berlín · Alemania          | 2.ª           | 2016-17       | 1     | 0     | 0                | 0                | ―                     | ―                     | 1     | 0     |
| Holstein Kiel · Alemania               | 3.ª           | 2016-17       | 19    | 2     | 0                | 0                | ―                     | ―                     | 19    | 2     |
| Holstein Kiel · Alemania               | 2.ª           | 2017-18       | 11    | 0     | 1                | 0                | ―                     | ―                     | 12    | 0     |
| Holstein Kiel · Alemania               | Total club    | Total club    | 30    | 2     | 1                | 0                | 0                     | 0                     | 31    | 2     |
| F. C. Union Berlin · Alemania          | 2.ª           | 2018-19       | 11    | 0     | 2                | 0                | ―                     | ―                     | 13    | 0     |
| F. C. Union Berlin · Alemania          | 1.ª           | 2019-20       | 26    | 0     | 4                | 1                | ―                     | ―                     | 30    | 1     |
| F. C. Union Berlin · Alemania          | 1.ª           | 2020-21       | 27    | 0     | 1                | 0                | ―                     | ―                     | 28    | 0     |
| F. C. Union Berlin · Alemania          | Total club    | Total club    | 65    | 0     | 7                | 1                | 0                     | 0                     | 72    | 1     |
| Eintracht Fráncfort · Alemania         | 1.ª           | 2021-22       | 15    | 0     | 1                | 0                | 2                     | 0                     | 18    | 0     |
| Eintracht Fráncfort · Alemania         | 1.ª           | 2022-23       | 24    | 0     | 4                | 0                | 6                     | 0                     | 34    | 0     |
| Eintracht Fráncfort · Alemania         | 1.ª           | 2023-24       | 1     | 0     | 0                | 0                | 0                     | 0                     | 1     | 0     |
| Eintracht Fráncfort · Alemania         | Total club    | Total club    | 40    | 0     | 5                | 0                | 8                     | 0                     | 53    | 0     |
| R. B. Leipzig · Alemania               | 1.ª           | 2023-24       | 5     | 0     | 1                | 0                | 2                     | 0                     | 8     | 0     |
| R. B. Leipzig · Alemania               | Total club    | Total club    | 5     | 0     | 1                | 0                | 2                     | 0                     | 8     | 0     |
| TSG 1899 Hoffenheim II · Alemania      | 4.ª           | 2024-25       | 2     | 0     | —                | —                | —                     | —                     | 2     | 0     |
| TSG 1899 Hoffenheim II · Alemania      | Total club    | Total club    | 2     | 0     | 0                | 0                | 0                     | 0                     | 2     | 0     |
| TSG 1899 Hoffenheim · Alemania         | 1.ª           | 2024-25       | 0     | 0     | 0                | 0                | 0                     | 0                     | 0     | 0     |
| TSG 1899 Hoffenheim · Alemania         | Total club    | Total club    | 0     | 0     | 0                | 0                | 0                     | 0                     | 0     | 0     |
| Total carrera                          | Total carrera | Total carrera | 257   | 10    | 14               | 1                | 10                    | 0                     | 281   | 11    |

## Palmarés

### Campeonatos internacionales
| Título                 | Club                | Sede    | Año     |
| ---------------------- | ------------------- | ------- | ------- |
| Liga Europa de la UEFA | Eintracht Fráncfort | Sevilla | 2021-22 |